# Córdoba (Veracruz)
Córdoba ist eine Stadt mit gut 140.000 Einwohnern (2010: 140.896) in der Region Altas Montañas im mexikanischen Bundesstaat Veracruz.
Córdoba ist Sitz des römisch-katholischen Bistums Córdoba.

## Geschichte
Die Stadt wurde 1618 auf Betreiben des Vizekönigs  Diego Fernández de Córdoba, dessen Namen sie erhielt, gegründet, um Kaufleute auf der Straße von Veracruz nach Mexiko-Stadt gegen Überfälle entlaufener schwarzer Sklaven zu schützen.
Im August des Jahres 1821 unterzeichneten der mexikanische Revolutionär Agustín de Iturbide sowie der spanische Vizekönig Juan O’Donojú den Vertrag von Córdoba, der den Plan von Iguala ratifizierte und Mexikos Unabhängigkeit besiegelte. 1973 wurde die Stadt durch ein Erdbeben stark beschädigt. Durch die verkehrsgünstige Lage Córdobas an der Autobahn 150 hat sich die Stadt zu einem beliebten Touristen- und Ausflugsziel entwickelt.

## Straßenstruktur
Als zentrale Achse gelten die von Nordosten nach Südwesten verlaufende Calle 1 und die von Nordwesten nach Südosten verlaufende Avenida 1. Sie bestimmen das Ordnungssystem der anderen Straßen.  Nordwestlich der Calle 1 verlaufen die Calles mit den geraden Nummern (zunächst Calle 2, dann Calle 4, und so weiter) und südöstlich von ihr jene mit den ungeraden Nummern (zunächst Calle 3, dann Calle 5, und so weiter). Nordöstlich der Avenida 1 verlaufen nach demselben Muster die Avenidas mit den geraden Nummern und südwestlich hiervon jene mit den ungeraden Nummern.
Das Zusammentreffen der Calle 1 mit der Avenida 1 bildet quasi den Mittelpunkt der Stadt. An ihrer Kreuzung liegt der zentrale Parque 21 de Mayo, der außerdem durch die Avenida 3 und die Calle 3 begrenzt wird. Sein Name erinnert an eine historische Schlacht im mexikanischen Unabhängigkeitskrieg, die sich am 21. Mai 1821 in Córdoba zugetragen hatte. Fast alle wichtigen Gebäude der Stadt befinden sich in seiner unmittelbaren Umgebung.

## Gebäude am Parque 21 de Mayo
Die nordwestliche Seite der Plaza (an der an dieser Stelle für den Autoverkehr unterbrochenen Calle 1) wird vom ab 1905 erbauten Palacio Municipal eingenommen, der auch das historische Stadtarchiv beherbergt. In diesem werden die Original-Gründungsdokumente der Stadt ebenso aufbewahrt wie eine beglaubigte Kopie des Vertrages von Córdoba. Unmittelbar hinter dem Rathaus befindet sich (mit Eingang in der Avenida 1) das 1896 eröffnete Teatro Pedro Díaz und gegenüber von diesem der Eingang zu dem den gesamten Block zwischen Avenida 1 und Avenida 2 sowie Calle 1 und Calle 2 einnehmenden Ex-convento Santa Rosa de Lima.
Die nordöstliche Flanke der Plaza (an der Avenida 1) wird vom Portal de Zevallos beherrscht, in dem sich heute diverse Restaurants und Cafés befinden. In diesem Gebäude wurde 1821 die mexikanische Unabhängigkeitserklärung unterzeichnet.
Auf der südöstlichen Seite der Plaza (an der an dieser Stelle für den Autoverkehr unterbrochenen Calle 3) befindet sich die im späten 17. und frühen 18. Jahrhundert errichtete Catedral de la Inmaculada Concepción. Die Kathedrale entstand durch den ausgedehnten Umbau einer bereits 1621 erbauten Kirche.
Gegenüber der Kathedrale – südlich der Kreuzung von Calle 3 und Avenida 3 – befindet sich das Portal de la Gloria, dessen verwinkelter Hofgarten seinen Gästen einen intensiven Kontakt zur Natur in völliger Ruhe und Abgeschiedenheit ermöglicht. Das Gebäude ist auch unter der Bezeichnung La Favorita bekannt, weil es als Unterkunft für hochrangige Gäste wie Agustín de Iturbide (1783–1824), Kaiser Maximilian (1832–1867) und seine Frau Charlotte (1840–1927), Benito Juárez (1806–1872) und José Vasconcelos (1882–1959) diente. In dem Komplex befindet sich auch das Museo de la Ciudad mit Eingang in der Calle 3. Das 1975 gegründete Stadtmuseum beherbergt unter anderem einige wichtige Funde aus den Kulturen der Totonaken und Olmeken, zwei in der Golfregion beheimateter Indiostämme.
Südwestlich der Plaza befindet sich das an der Avenida 3 gelegene Ex-casino Español, das sich auf dem gesamten Areal zwischen der Calle 1 und der Calle 3 erstreckt.

## Wirtschaft
Córdoba ist das regionale Zentrum der Kaffee- und Zuckerindustrie sowie eine bedeutende Drehscheibe für die Vermarktung tropischer Früchte.

## Städtepartnerschaften
Partnerstädte von Córdoba sind
| - Murcia in Spanien - Valencia in Spanien - San Cristóbal de las Casas, Chiapas, Mexiko - Chillicothe, Ohio, USA | - Orizaba, Veracruz, Mexiko - Baton Rouge, Louisiana, USA - Seattle, Washington State, USA - Benito Juárez, Quintana Roo, Mexiko |

## In Córdoba geboren
- Rafael Delgado (1853–1914), Schriftsteller
- Jorge Cuesta (1903–1942), Chemiker, Schriftsteller und Herausgeber
- Fernando Casas Alemán (1905–1968), Gouverneur des mexikanischen Bundesstaates Veracruz und Botschafter
- Santiago González (* 1983), Tennisspieler
- Miguel Layún (* 1988), Fußballspieler